# Tiberiu Ghioane
Tiberiu Ghioane (* 26. Mai 1981 in Brașov) ist ein ehemaliger rumänischer Fußballspieler. Er bestritt insgesamt 167 Spiele in der rumänischen Liga 1 und der ukrainischen Premjer-Liha. In den Jahren 2003, 2004, 2007 und 2009 gewann er mit Dynamo Kiew die ukrainische Meisterschaft.

## Karriere
Ghioane begann 1999 seine Laufbahn bei seinem Heimatverein FC Brașov, für den er am 2. Oktober 1999 gegen Rapid Bukarest sein Ligadebüt gab. Noch in derselben Saison wechselte er zu Rapid Bukarest. Dort blieb er fast zwei Jahre, ehe er sich 2001 Dynamo Kiew anschloss.
2005 erlitt er eine zerebrale Thrombose, wodurch er über ein Jahr brauchte, um seinen Stammplatz bei Dynamo zurückzuerobern. Mittlerweile hat er mit Kiew drei Meisterschaften gewonnen und zog mit Kiew 2008/09 ins Halbfinale des UEFA-Cups ein. Im Jahr 2011 beendete er seine Laufbahn.

## Nationalmannschaft
Ghioane bestritt von 2001 bis 2005 elf Spiele für die rumänische Nationalmannschaft. Sein erstes Spiel bestritt er am 26. Februar 2001 gegen die Ukraine. Im Juni 2009 holte ihn Nationaltrainer Răzvan Lucescu nach vier Jahren wieder zurück in die Nationalmannschaft. Er verpasste mit dem Team die Qualifikation zur Weltmeisterschaft 2010 in Südafrika. Am 5. Juni 2010 kam er gegen Honduras zu seinem letzten Einsatz.

## Erfolge
Dynamo Kiew
- GUS-Pokalsieger: 2002
- Ukrainischer Meister: 2003, 2004, 2007, 2009
- Ukrainischer Pokalsieger: 2003, 2005, 2006, 2007
- Ukrainischer Supercupsieger: 2004, 2006, 2007, 2009